# VU II

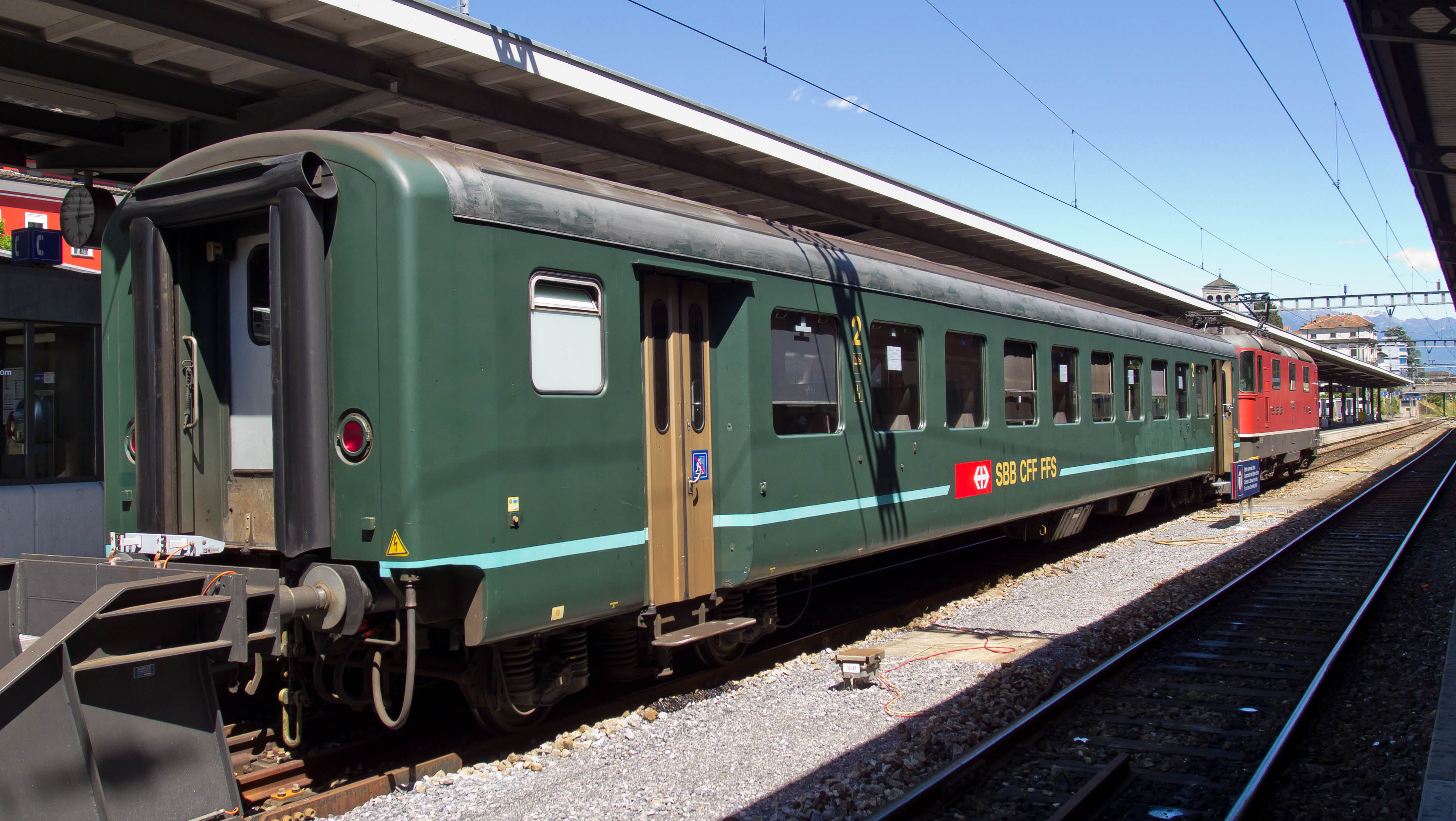
Voiture unifiée II de seconde classe à Locarno.

Les VU II forment une classe de voitures ferroviaires standardisées utilisées en Suisse par les CFF.

## Effectif
| Classe de la voiture                                                    | Année de construction | Désignation                   | Nombre construit             |
| ----------------------------------------------------------------------- | --------------------- | ----------------------------- | ---------------------------- |
| 1re classe                                                              | 1965-1971             | A 50 85 18-33 560-639         | 77                           |
| 1re et 2e classe (pour service sans agent de train)                     | 1968-1973 (1984-94)   | AB 50 85 39-35 000-143        | 144                          |
| 2e classe                                                               | 1965-1974             | B 50 85 20-34 500-776         | 276                          |
| 2e classe et voiture pilote avec compartiment (pour RBe 540, Re 4/4 II) | 1976                  | BDt 50 82 82-33 910-939       | 29                           |
| Fourgon et voiture pilote (pour RBe 540, Re 4/4 II)                     | 1966-1971             | DZt 50 85 92-33 920-959       | 39 (ex-DZt)                  |
| Fourgon                                                                 | 1968-75               | D 50 85 92-33200-239, 600-709 | 147 (D 600-649 Livrée VU IV) |

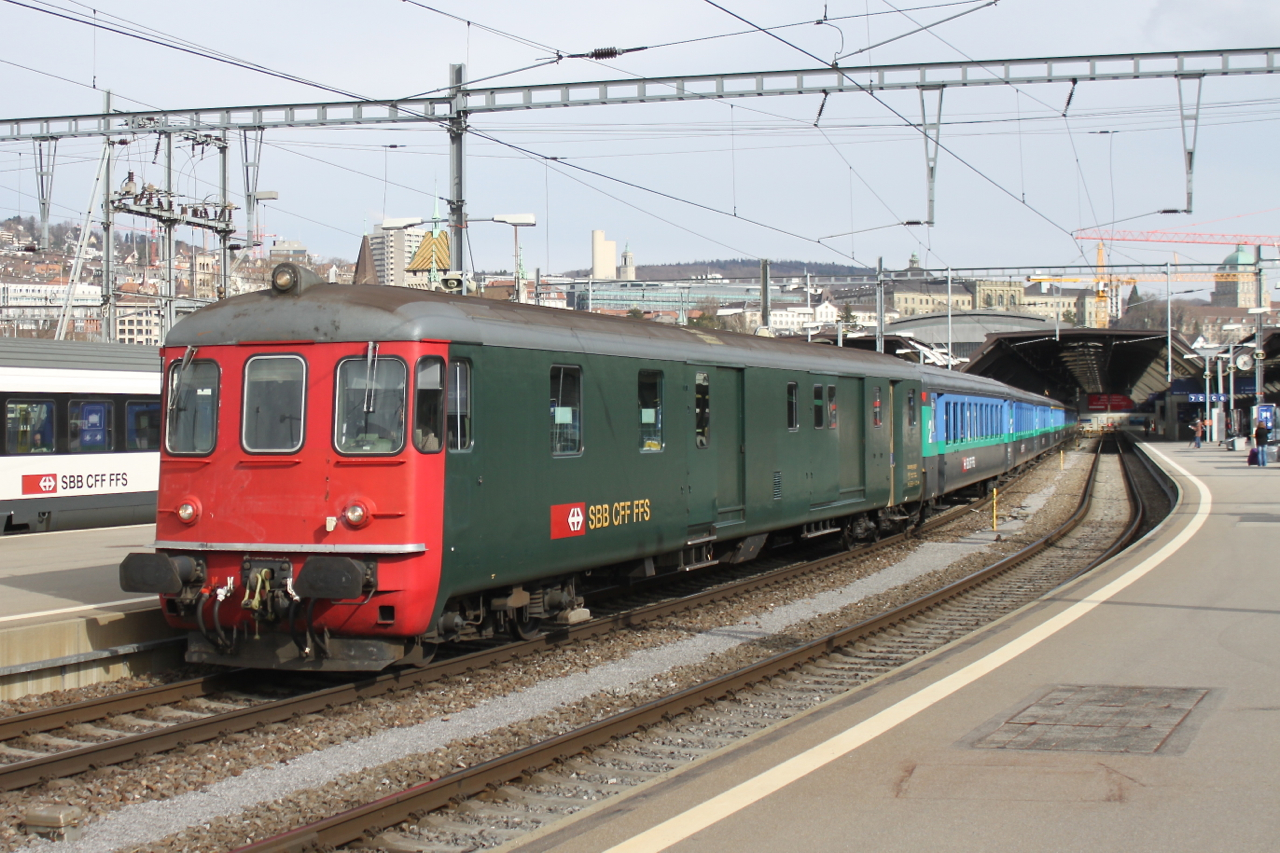
Rame réversible de voitures type II avec un fourgon-pilote en tête.
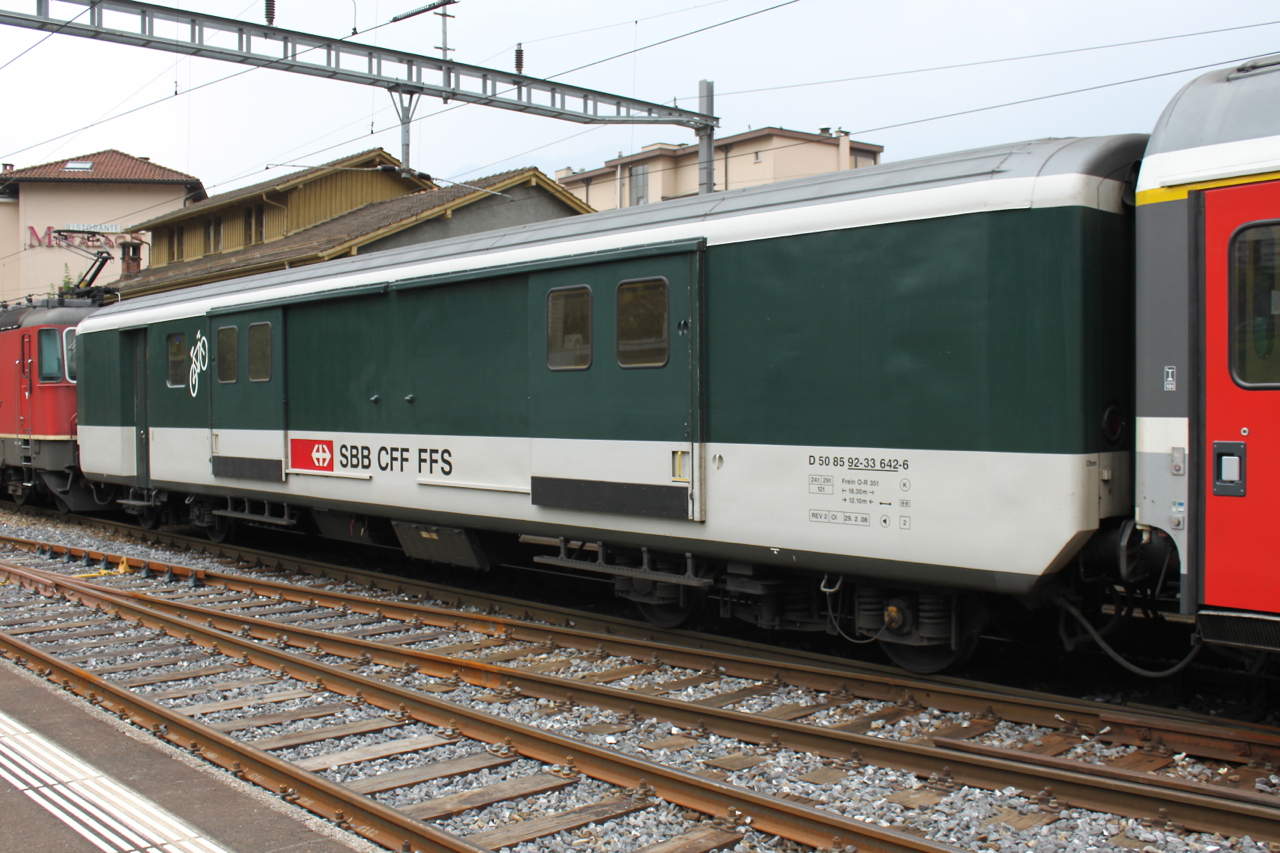
Fourgon modernisé.
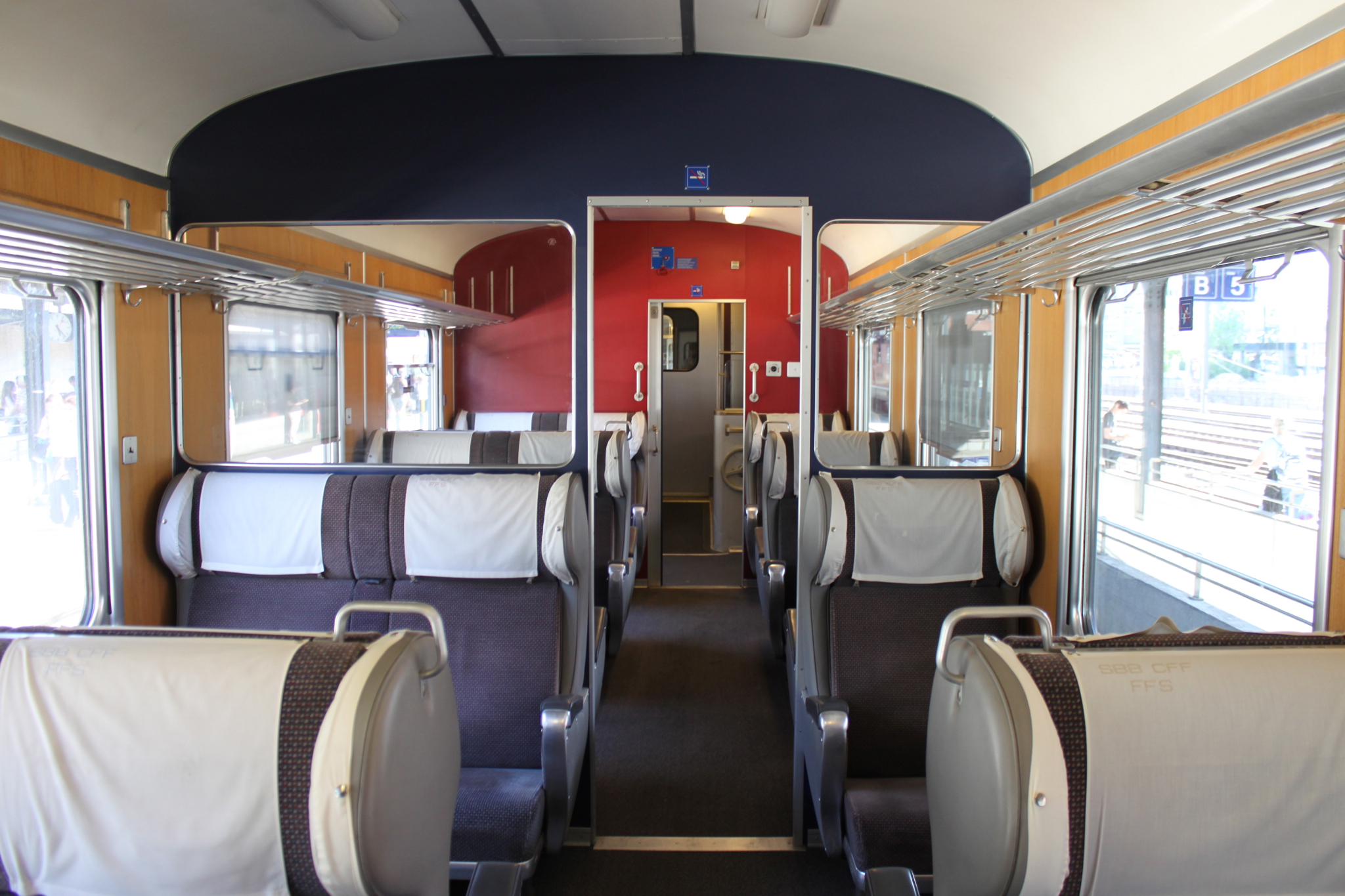
Intérieur en première classe...
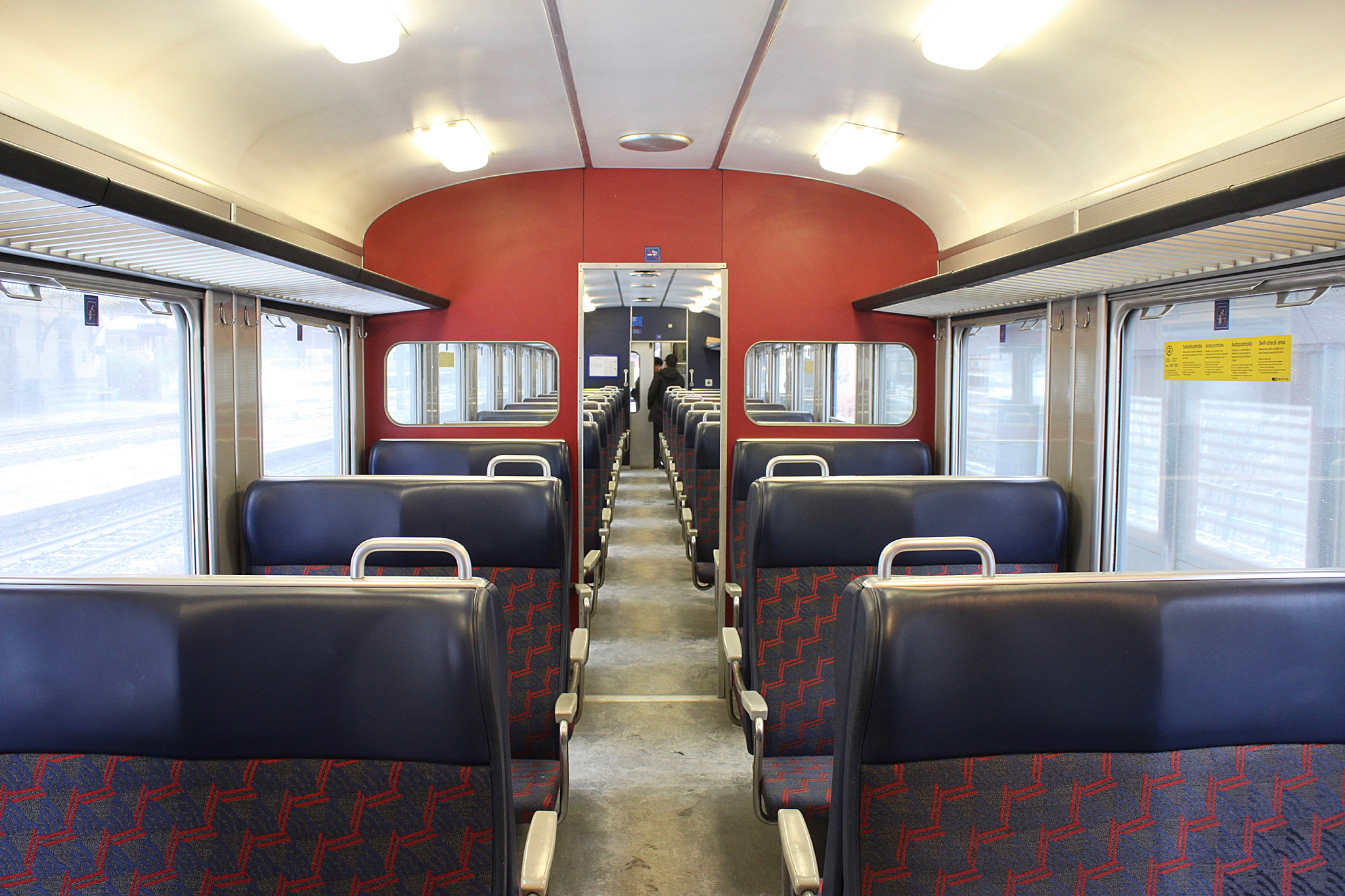
et en seconde.
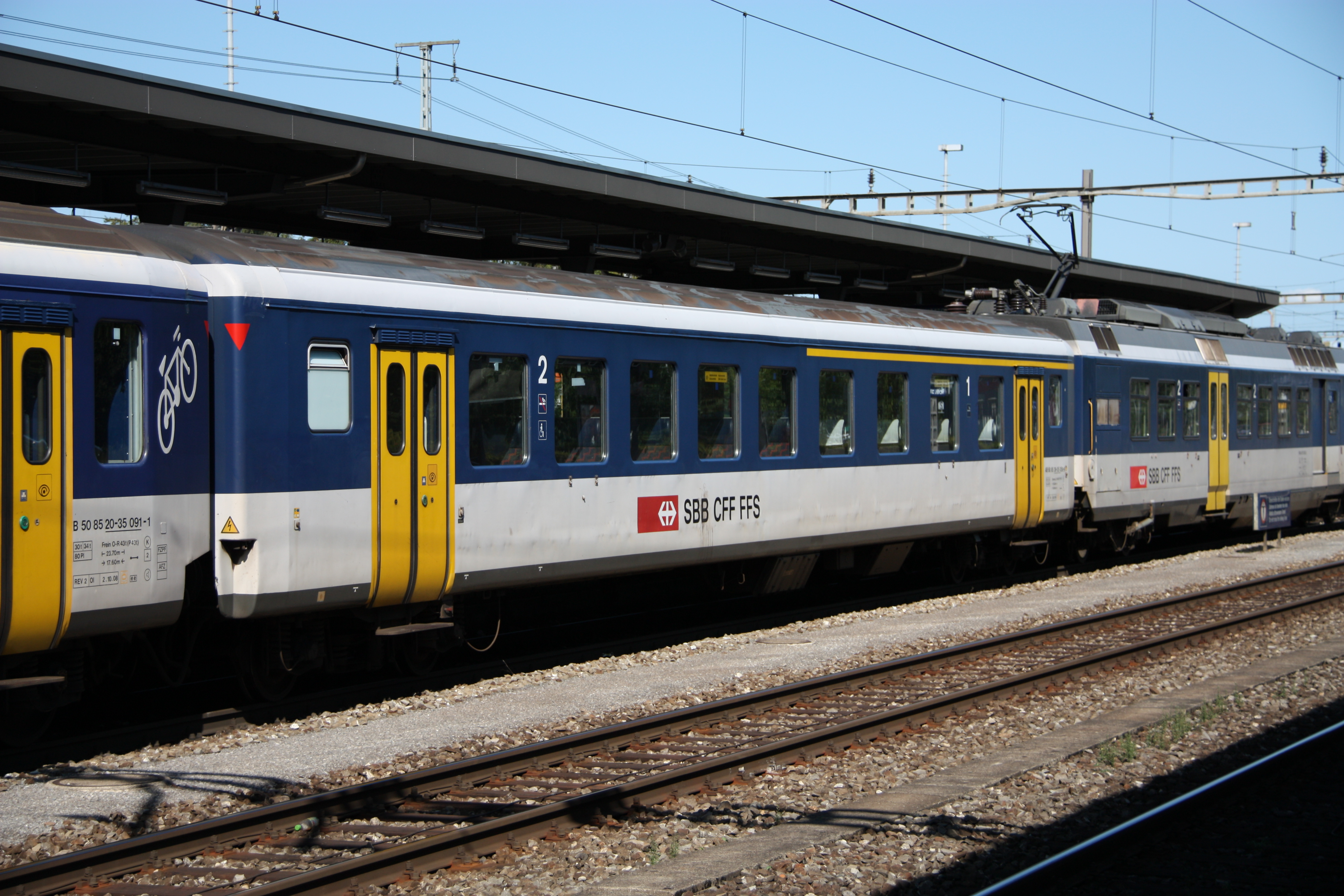
Voiture AB rénovée avec une RBDe 561.